# Плёмёр-Боду
Плёмёр-Боду́ (фр. Pleumeur-Bodou, брет. Pleuveur-Bodoù) — коммуна во Франции, находится в регионе Бретань, департамент Кот-д’Армор, округ Ланьон, кантон Перрос-Гирек.
Население (2019) — 3 857 человек.

## География
Коммуна расположена приблизительно в 430 км к западу от Парижа, в 155 км северо-западнее Ренна, в 65 км к северо-западу от Сен-Бриё, в 28 км от национальной автомагистрали N12.
Коммуна расположена на южном берегу пролива Ла-Манш.

## История
На территории Плёмёр-Боду были обнаружены следы пребывания человека разных эпох, начиная с палеолита. В VI веке в этом месте поселился монах с Британских островов по имени Бодо (Боду). В переводе с бретонского Плёмёр-Боду означает "«Приход Боду». Приблизительно в это же время другой монах, Юзек, основал здесь небольшой монастырь. В Средние Века за Плёмёр-Боду вели борьбу сеньоры Кезюрек и Кердюэль; на территории первых находилась старинная часовня Святого Юзека, вторые построили замок, сохранившийся до наших дней.
Составной частью коммуны Плёмёр-Боду является остров Гранд, с 1894 года соединенный с материковой частью мостом. В XIX — начале XX веков на острове активно разрабатывались гранитные карьеры. Гранит острова Гранд использовался главным образом для изготовления брусчатки и бордюров тротуаров, в том числе парижских.

## Достопримечательности
- Парк телекоммуникаций Cité des télécoms
- Реконструкция галльской деревни
- Замок Кердюэль (XIII век). Исторический памятник с 1978 года[2]
- Часовня Сен-Самсон (XVI век). Исторический памятник с 1964 года[3]
- Менгир Сен-Дюзек (эпоха неолита). Исторический памятник с 1889 года[4]
- Менгир возле часовни Сен-Самсон (эпоха неолита). Исторический памятник с 1964 года[5]
- Галерея-мегалит (гробница коридорного типа) Ти-Лиа или Ти-ар-К’Орранден (эпоха неолита). Исторический памятник с 1956 года[6]
- Монументальный крест Сен-Самсон (XVII век). Исторический памятник с 1964 года[7]
- Монументальный крест на Церковной площади (1621 год). Исторический памятник с 1964 года[8]

## Экономика
Структура занятости населения:
- сельское хозяйство — 4,6 %
- промышленность — 5,3 %
- строительство — 15,9 %
- торговля, транспорт и сфера услуг — 44,2 %
- государственные и муниципальные службы — 30,0 %

Уровень безработицы (2018) — 11,3 % (Франция в целом —  13,4 %, департамент Кот-д’Армор — 11,5 %). 

Среднегодовой доход на 1 человека, евро (2018) — 24 180 (Франция в целом — 21 730, департамент Кот-д’Армор — 21 230).
В 2007 году среди 2490 человек в трудоспособном возрасте (15—64 лет) 1672 были экономически активными, 818 — неактивными (показатель активности — 67,1 %, в 1999 году было 66,5 %). Из 1672 активных работали 1536 человек (805 мужчин и 731 женщина), безработных было 136 (67 мужчин и 69 женщин). Среди 818 неактивных 186 человек были учениками или студентами, 411 — пенсионерами, 221 были неактивными по другим причинам.

## Демография
Динамика численности населения, чел.

## Администрация
Пост мэра Плёмёр-Боду с 2010 года занимает Филипп Терьен (Pierre Terrien). На муниципальных выборах 2020 года возглавляемый им правый список победил в 1-м туре, получив 58,97 % голосов.
| Период | Период | Фамилия        | Партия                  | Примечания                                                   |
| ------ | ------ | -------------- | ----------------------- | ------------------------------------------------------------ |
| 1971   | 1989   | Корантен Пен   |                         |                                                              |
| 1989   | 2008   | Пьеррик Перрен | Социалистическая партия | работник компании Caf, член Генерального совета департамента |
| 2008   | 2010   | Армель Кенья   | Разные левые            | специалист по телекоммуникациям                              |
| 2010   |        | Пьер Терьен    | Разные правые           | торговец продукцией сельского хозяйства                      |

## Города-побратимы
- Кросхейвен (Ирландия, с 1992)[10]

## Галерея
- Замок Кердюэль
- Часовня Сен-Самсон
- Парк телекоммуникаций
- Менгир Сен-Дюзек
- Монументальный крест Сен-Самсон